# PLM 242 AT

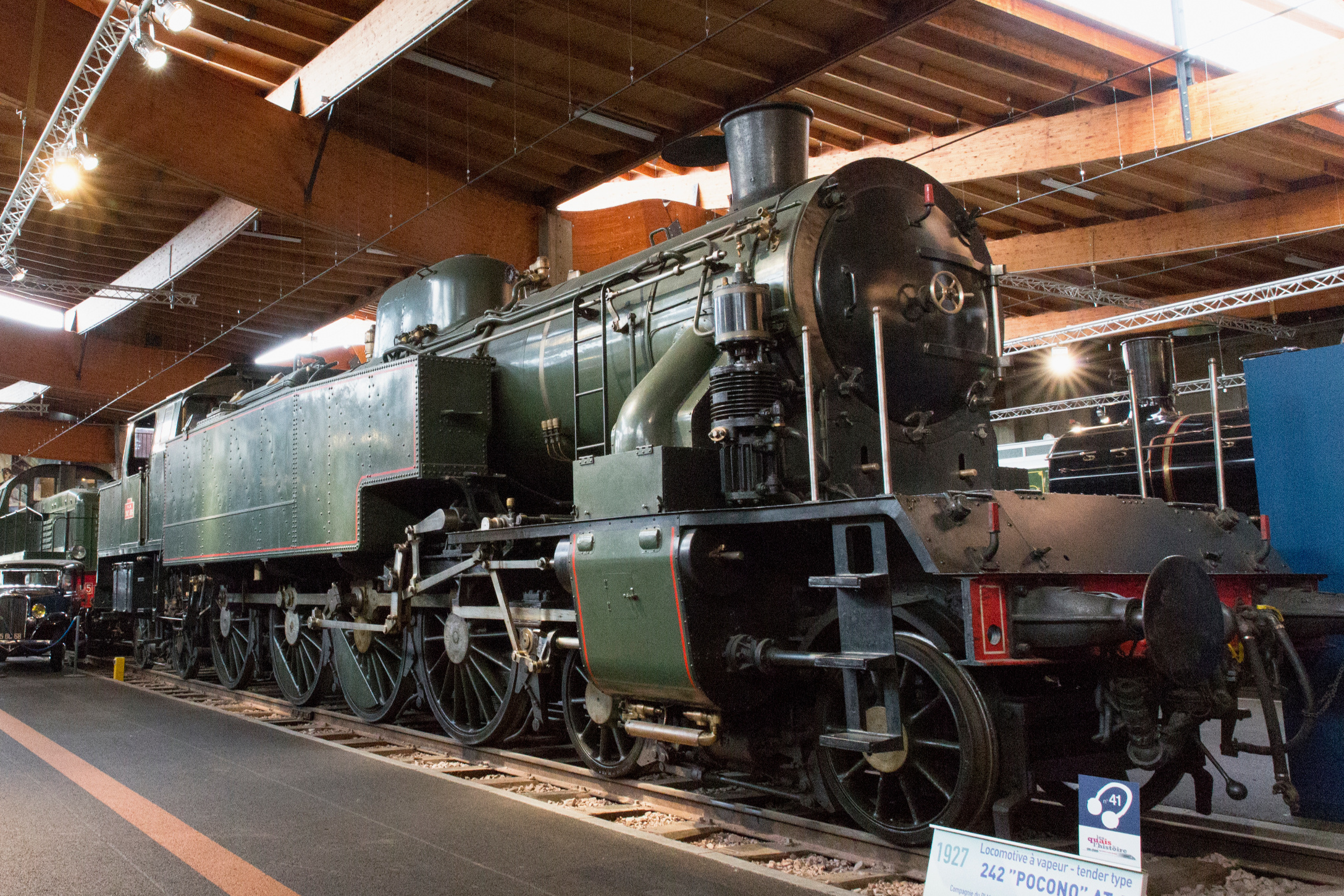
PLM 242 AT 6 im Eisenbahnmuseum Mülhausen

Die Tenderlokomotiven der Baureihe 242 AT waren vierfach gekuppelte Personenzuglokomotiven der Compagnie des chemins de fer de Paris à Lyon et à la Méditerranée (PLM), die im schweren Vorortsverkehr eingesetzt wurden.
Von 1926 bis 1929 wurden 120 Stück beschafft, die ältere schwächere Lokomotiven ablösten. Sie wurden meist zusammen mit dreiachsigen Abteilwagen für Vorortszügen in Paris eingesetzt. Die Baureihe war die Basis von 50 weiteren Lokomotiven ähnlicher Bauart, die etwas kürzer waren und kleinere Triebräder hatten. Sie waren für den Einsatz auf Nebenstrecken vorgesehen und wurden als 242 CT bezeichnet.
Die Lokomotiven waren als Vierzylinder-Heißdampf-Verbundmaschinen ausgeführt. Die Zylinder waren mit Kolbenschieber ausgerüstet. 30 Maschinen waren mit einer Lentz-Ventilsteuerung ausgerüstet und der Baureihe 242 BT zugeordnet. Später folgten nochmals 50 Lokomotiven mit Ventilsteuerung für den Einsatz auf steigungsreichen Nebenstrecken, die der Baureihe 242 DT zugeordnet waren. Die Lokomotiven der Baureihe T 20 der Administration des chemins de fer d’Alsace et de Lorraine (AL) waren ebenfalls von der 242 TA abgeleitet.
Nach der Verstaatlichung der PLM 1938 wurden die Lokomotiven von der Société nationale des chemins de fer français (SNCF) übernommen und als 5-242 TA bezeichnet. Die letzten Lokomotiven wurden 1968 ausrangiert, die ehemalige PLM 242 AT 6 ist im Eisenbahnmuseum Mülhausen der Nachwelt erhalten.